# Havana Club
Havana Club je značka, pod níž se v Santa Cruz del Norte v severovýchodní části Kuby vyrábí několik alkoholických rumových nápojů. Tuto značku kubánského rumu založil v roce 1878 José Arechabala. Po kubánské revoluci v roce 1959 byla společnost kubánskou vládou znárodněna. Rodina Arechabalových emigrovala do Španělska a poté do Spojených států. Od roku 1994 je rum této značky vyráběn pod hlavičkou společnosti Havana Club International, což je joint venture, kterou vlastní stejným dílem kubánský stát a francouzská firma vyrábějící alkoholické nápoje Pernod Ricard.

## Výrobní proces
Výroba začíná výběrem vhodné cukrové třtiny, která je hlavní surovinou. Doba zrání Havana Club rumů se liší podle druhu. Zrání probíhá v dubových sudech z amerického bílého dubu, ve kterých byl předtím bourbon.[zdroj?]

## Druhy rumů
Pod značkou Havana Club se prodává více druhů rumu. Jednotlivé druhy se liší jednak ingrediencemi, které jsou do rumu Havana Club přimíchávány, ale také dobou, kterou v sudech každý z těchto nápojů zraje.
- Añejo Blanco - Svou bílou barvu získává tento druh jednak tím, že není obohacen o žádné další ingredience, které by ho zabarvily, a také tím, že zraje (18 měsíců) v bílých dubových sudech.
- Añejo Especial - Zraje 3 roky a obsahuje vanilku, karamel a kakao.
- Añejo Reserva - Zraje 5 let a obsahuje jemné náznaky vanilky, tabáku a koření.
- Añejo 3 Años - Zraje 3 roky (Años = rok).
- Añejo 7 Años - Zraje 7 let (Años = rok).
- Añejo 15 Años - Zraje 15 let (Años = rok).
- Cuban Barrel Proof - Jediný rum od značky Havana Club, který má obsah alkoholu 45 %. Zrání a uchovávání je složitější, než u ostatních rumů Havana Club. Cuban Barrel Proof je nejdříve ve velmi starých sudech z bílého dubu, kde získá svou jantarovou barvu, poté je přemístěn do dalších, speciálně vybraných dozrávacích sudů, kde už zraje pouze krátkou část z celkové doby 10 let zrání.[zdroj?]
- Selección de Maestros - Třikrát zrající sudový rum. Vzniká tak, že mistři Maestros Roneros shromáždí už zralé rumy. Tyto rumy poté míchají a ukládají k dalšímu zrání do sudů, které jsou vybírány dle aromatických vlastností svého dřeva. Nakonec se Maestros Roneros sejdou podruhé, aby vybrali rumy, které jsou nejlépe vyzrálé. Ty mají tvořit konečnou směs s obsahem 45 % alkoholu v objemu.[zdroj?]
- Havana Club Unión - První kubánský rum, který byl speciálně vytvořen pro párování s chutí kubánského doutníku.[zdroj?]
- Maximo Ron Extra Añejo - Jedná se o nejdražší rum, který je pod značkou Havana Club prodáván. Zraje celých 30 let. Má tmavě jantarovou barvu, lehce ovocnou vůni a obsahuje malé množství pepře.

## Koktejly
Z rumů značky Havana Club (hlavně z Añejo Blanco) se také připravuje několik koktejlů.[zdroj?]
- Mojito
- Cuba Libre
- Havanassima
- Piña Colada
- Daiquiri
- Mary Pickford
- Hemingway Special